# بيانو مجهز

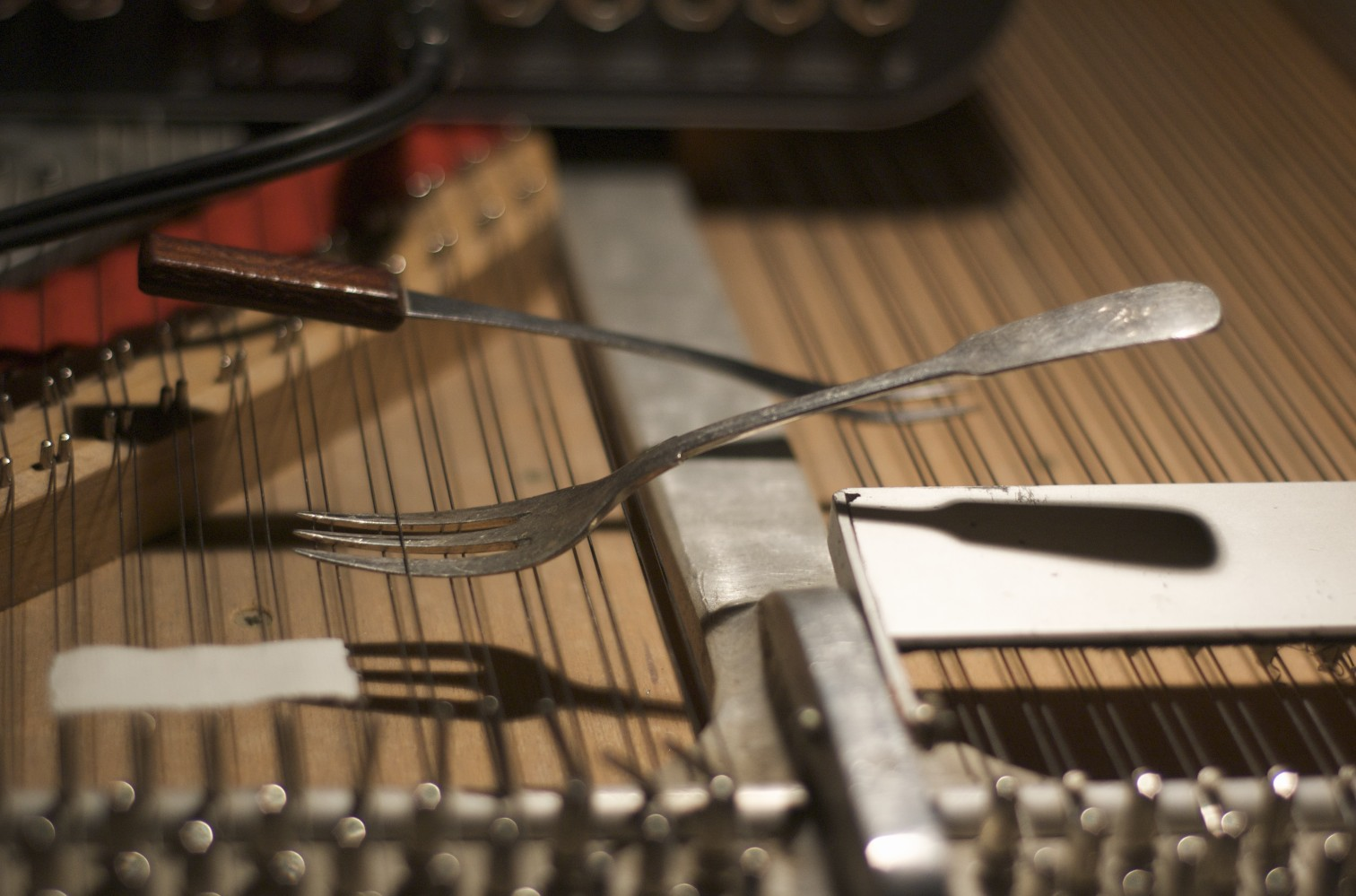
تجهيزات أندريا نيومان، حيث توضع قطع من أدوات المائدة بين أوتار البيانو

البيانو المُجهز هو بيانو تم تغيير أصواته مؤقتًا عن طريق وضع مسامير، وبراغي، وكاتم صوت، وقطع مطاطية، وأشياء أخرى على الأوتار أو بينها. 
أول من اخترع تلك الطريقة هو جون كيدج في عام 1940، حين وضع موسيقي راقصة ليتم أداؤها في مكان ما في سياتل، يفتقر إلى مساحة كافية لوضع آلالات إيقاعية.واستهلم كيدح ذلك التكنيك من هنري كويل ، والذي يتضمن التلاعب بأوتار داخل البيانو بدلاً من لوحة المفاتيح.